# 장수 이씨
장수 이씨(長水 李氏)는 전북특별자치도 장수군를 본관으로 하는 한국의 성씨이다. 경주 이씨(慶州 李氏)에서 분적한 성씨로 시조는 고려(高麗) 시대 충렬왕(忠烈王) 때 문신(文臣)이자 관료(官僚) 겸 정치인인 이임간(李林幹 경주 이씨 51세손 장천부원군)이다. 장수(長水)라는 지명은 전라북도 장수군을 뜻한다.

## 조선 왕실과의 인척관계
- 덕천군(정종의 10남)의 부인 고택군부인 장수 이씨